# Виллинк, Карел
Алберт Карел Виллинк (нидерл. Albert Karel Willink; 7 марта 1900, Амстердам — 19 октября 1983, там же) — нидерландский художник, крупнейший (наряду с Пейке Кохом) представитель магического реализма в нидерландской живописи.
Его произведения состоят из реальных предметов, как правило, пейзажей или изображений животных, но их расположение и освещение делает изображаемые сцены нереальными. Сам Виллинк не любил термин «магический реализм», определяя своё творчество как «воображаемый реализм», нидерл. imaginair realisme. Для его творчества характерна крайняя любовь к деталям, техническое совершенство и фотореализм.

## Биография и творчество
Виллинк родился в 1900 году в Амстердаме, старший из двух сыновей, родители — Ян Виллинк и Вильхельмина Алтес. Его отец был продавцом автомобилей, а также художником-любителем. Под его влиянием Карел Виллинк также заинтересовался живописью и в возрасте 14 лет написал первую картину. В 1918—1919 годах он изучал медицину, затем в течение года архитектуру в Делфтской высшей технической школе. Не удовлетворившись ни одним из этих курсов, он принял решение стать свободным художником. Так как в это время Германия переживала расцвет современного искусства, Виллинк попытался поступить в художественную академию в Дюссельдорфе, но не был принят. Он учился несколько недель в Государственной высшей школе в Берлине, затем три года в Международной Свободной академии Ханса Балушека. Виллинк не получил диплома о высшем образовании.
Во время обучения в академии Карел Виллинк экспериментировал с различными стилями. Вначале он был увлечён искусством ван Гога и выполнил несколько работ в его манере. Затем он обратился к экспрессионизму Георга Гроса и Отто Дикса, коллажам Курта Швиттерса, затем к работам позднего Кандинского и к конструктивизму. В 1923 году он с абстракционистскими работами участвовал в выставке группы «Novembergruppe», его работы удостоились высоких отзывов критиков.
После возвращения в Нидерланды в 1923 году Виллинк писал в манере кубизма и вошёл в авангардную художественную группу «De Driehoek» («Треугольник»), затем начал вводить в кубистические работы фигуративные элементы, в манере, напоминающей Фернана Леже. В 1926 году он посетил Париж, где на него глубокое впечатление произвело творчество Пикассо. После 1931 года происходит поворот творчества Виллинка к реализму. Это происходит из-за того, что в это время он начинает задумываться о своём будущем и приходит к выводу, что его произведения станут единственным, что останется человечеству от него после смерти. Так как современные стили он рассматривал как преходящие, Виллинк решает закончить эксперименты и перейти к традиционной реалистической живописи. В 1931 году он совершает путешествие в Италию, где знакомится с архитектурой классического периода и Возрождения, а также с творчеством Джорджо де Кирико, архитектурными пейзажами с длинными тенями, заполнявшими пустынные пространства. По возвращении из Италии он немедленно начал работу над новыми произведениями, изображающими античные развалины в воображаемом пейзаже.
Новый стиль Виллинка хорошо вписывался в магический реализм, распространившийся в 1930-х годах в Нидерландах, и в глазах критики он стал основным из основных представителей течения. Виллинк стал одним из самых успешных среди нидерландских художников своего поколения, и в 1935 году смог открыть ателье в центре Амстердама. Во время немецкой оккупации Нидерландов живопись Виллинка была признана «арийской», и он мог продолжать ей заниматься, но отказался продавать немцам картины. Для заработка он обратился к портретному жанру. Портреты Виллинка, выполненные всё в том же стиле магического реализма, с полностью проработанными деталями, быстро завоевали популярность, и до конца жизни Карел Виллинк был самым известным, самым популярным и самым дорогим портретистом Нидерландов.
После войны центр внимания сместился от магического реализма к абстрактному экспрессионизму, в Нидерландах представленному движением КОБРА. В своей книге «De schilderkunst in een kritiek stadium» (1950) Виллинк резко выступил против экспериментального искусства и оставался до конца жизни верен традиционной технике живописи. Тем не менее, в рамках той же техники он экспериментировал с новыми темами. Между 1950 и 1965 годами он выполнил серию больших полотен, представляющих экзотических животных, например, жирафов или черепах, в необычных пейзажах, Кроме того, он писал пейзажи, на которых античные руины сосуществовали с промышленными предприятиями или даже с атомным взрывом. В 1961 году он посетил итальянский Бомарцо, и образы из Сада чудовищ появились в его позднем творчестве.
В 1970-е годы он писал пейзажи с низкими тёмными тучами и странными выходящими из-за них солнечными лучами. В 1980 году прошла большая выставка работ Виллинка в музее Стеделейк в Амстердаме, приуроченная к 80-летию художника. Виллинк умер в 1983 году, вскоре после публикации его авторизованной автобиографии «Willinks Waarheid» («Правда Виллинка»), и похоронен на кладбище Зоргвлид в Амстердаме. Надгробный памятник выполнен его вдовой.
Карел Виллинк был женат четырежды, портреты всех его жён, как одетыми, так и обнажёнными, сохранились в большом количестве. На первой из них, Мис ван дер Меулен (нидерл. Mies van der Meulen, 1900—1988) он женился в 1927 году, но уже в 1928 году она ушла к писателю Рейну Блейстре. В 1930 году Виллинк женился на Вильме Йеукен (нидерл. Wilma Jeuken, 1905—1960) и прожил с ней до её смерти от болезни сердца. В 1969 году он женился на Матильде де Дулдер (нидерл. Mathilde de Doelder, 1938—1977), на 39 лет младше него. Матильда была недоучившейся студенткой, получившей по протекции Виллинка работу стюардессы в KLM, а позже вела светскую жизнь на средства мужа. Их отношения довольно быстро испортились, так как они очевидным образом не подходили друг другу. После цепочки инцидентов, когда Матильда, например, порезала кухонным ножом две картины Виллинка, она подала на развод, а в 1977 году покончила с собой. Виллинк не присутствовал на её похоронах. Последней женой художника стала скульптор Сильвия Квиел (нидерл. Sylvia Quiël, 1944).
Иосиф Бродский, хотя при жизни не был знаком с Карелом Виллинком, познакомился с его творчеством в 1991 году, когда Сильвия Квиел-Виллинк выполнила и открыла в Амстердаме бюст самого Бродского. Бродский написал стихотворение «На выставке Карла Виллинка», а также произнёс речь о Виллинке по случаю открытия бюста.
В 2000 году, к столетию со дня рождения художника, в Амстердаме около его мастерской был открыт памятник художнику, выполненный его вдовой, Сильвией Квиел-Виллинк, а аллея, на которой он стоит, была названа именем художника, нидерл. Carel Willinkplantsoen.